# Glina, Bloke
Glina este o localitate din comuna Bloke, Slovenia, cu o populație de 36 de locuitori.